# Il richiamo del ghiacciaio
Il richiamo del ghiacciaio è un film del 1952 diretto da Osvaldo Langini.